# Дунаев, Фёдор Фёдорович
Фёдор Фёдорович Дунаев (28 января 1903, Москва — 23 сентября 1978, там же) — заслуженный деятель науки РСФСР, доктор экономических наук, профессор, учёный в области экономики нефтяной промышленности, один из основателей нефтяного экономического образования в СССР.

## Биография
- 1930 — первое чтение курса «Экономика нефтяной промышленности»
- 1932-1963 — зав. кафедрой экономики нефтяной промышленности Московского нефтяного института им. И. М. Губкина
- 25 октября 1947 — решением ВАК Фёдору Фёдоровичу были присуждены учёная степень доктора экономических наук и учёное звание профессора
- 1948-1961 — декан инженерно-экономического факультета
- 1961-1976 — зав. кафедрой экономики нефтяной и газовой промышленности
- 1976-1978 — профессор-консультант МИНХ и ГП

Умер в 1978 году. Урна с прахом захоронена в колумбарии на Ваганьковском кладбище.

## Научно-производственные достижения
Автор и соавтор более 50 работ, включая 6 учебников, в том числе:
- «Экономика и планирование нефтяной промышленности СССР» (1957)
- «Экономика нефтяной и газовой промышленности» (1966)
- «Основные вопросы экономики поисков и разведки нефтяных и газовых месторождений» (1966)
- рабочая программа курса «Экономика нефтяной и газовой промышленности» (1975).

## Учёные степени и звания
- доктор экономических наук (1947)
- профессор (1947)

## Награды
За успехи в научно-педагогической деятельности Ф.Ф. Дунаев удостоен следующих наград и званий:
- Заслуженный деятель науки РСФСР (1972)
- Орден «Знак Почёта» (1945)
- Орден Трудового Красного Знамени (1953)
- знак Минвуза СССР «Отличник высшего образования» (1963)

## Память
- Его имя присвоено стипендии студентам РГУ нефти газа им. И. М. Губкина (1995)